# Ampere (microarquitectura)

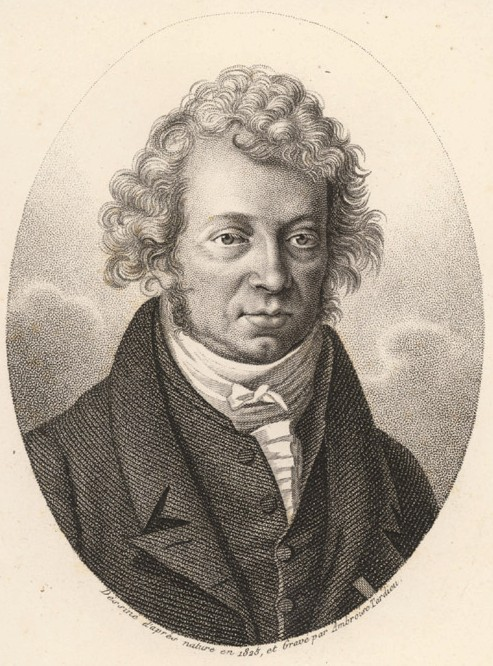
Grabado de André-Marie Ampère, epónimo de arquitectura.

Ampere es el nombre en clave de una microarquitectura de unidad de procesamiento de gráficos (GPU) desarrollada por Nvidia como sucesora de las arquitecturas Volta y Turing. Se anunció oficialmente el 14 de mayo de 2020 y lleva el nombre del matemático y físico francés André-Marie Ampère.
Nvidia anunció las GPU de consumo de la serie GeForce 30 con arquitectura Ampere en un evento especial de GeForce el 1 de septiembre de 2020. Nvidia anunció la GPU A100 de 80 GB en SC20 el 16 de noviembre de 2020. Las tarjetas gráficas Mobile RTX y la RTX 3060 basada en la arquitectura Ampere se revelaron el 12 de enero de 2021.
Nvidia anunció el sucesor de Ampere, Hopper, en GTC 2022 y "Ampere Next Next" para un lanzamiento de 2024 en GPU Technology Conference 2021.

## Detalles
Las mejoras arquitectónicas de la arquitectura Ampere incluyen lo siguiente:
- CUDA Compute Capability 8.0 para A100 y 8.6 para la serie GeForce 30[7]
- Proceso FinFET de 7 nm de TSMC para A100
- Versión personalizada del proceso de 8 nm de Samsung (8N) para la serie GeForce 30[8]
- Núcleos Tensor de tercera generación con compatibilidad con FP16, bfloat16, TensorFloat-32 (TF32) y FP64 y aceleración reducida.[9] Los núcleos Tensor individuales tienen 256 operaciones FP16 FMA por segundo, potencia de procesamiento 4x (solo GA100, 2x en GA10x) en comparación con las generaciones anteriores de Tensor Core; el Tensor Core Count se reduce a uno por SM.
- Núcleos de trazado de rayos de segunda generación; Trazado de rayos, sombreado y cómputo simultáneos para la serie GeForce 30
- Memoria de alto ancho de banda 2 (HBM2) en A100 de 40 GB y A100 de 80 GB
- Memoria GDDR6X para GeForce RTX 3090, RTX 3080 Ti, RTX 3080, RTX 3070 Ti
- Núcleos FP32 dobles por SM en GPU GA10x
- NVLink 3.0 con un rendimiento de 50 Gbit/s por par[9]
- PCI Express 4.0 con soporte SR-IOV (SR-IOV está reservado solo para A100)
- Función de partición de GPU y virtualización de GPU de múltiples instancias (MIG) en A100 que admite hasta siete instancias
- PureVideo conjunto de características K decodificación de video de hardware con decodificación de hardware AV1[10] para la serie GeForce 30 y conjunto de características J para A100
- 5 NVDEC para A100
- Agrega nueva decodificación JPEG de 5 núcleos basada en hardware (NVJPG) con YUV420, YUV422, YUV444, YUV400, RGBA. No debe confundirse con Nvidia NVJPEG (biblioteca acelerada por GPU para codificación/descodificación de JPEG)

### Chips
- GA100[11]
- GA102
- GA103
- GA104
- GA106
- GA107

Comparación de la capacidad informática: GP100 vs GV100 vs GA100
| Características de la GPU               | NVIDIA Tesla P100 | NVIDIA Tesla V100        | NVIDIA A100               |
| --------------------------------------- | ----------------- | ------------------------ | ------------------------- |
| Nombre en clave GPU                     | GP100             | GV100                    | GA100                     |
| Arquitectura GPU                        | NVIDIA Pascal     | NVIDIA Volta             | NVIDIA Ampere             |
| Capacidad de cómputo                    | 6.0               | 7.0                      | 8.0                       |
| Hilos / urdimbre                        | 32                | 32                       | 32                        |
| Deformaciones máximas / SM              | 64                | 64                       | 64                        |
| Max hilos / SM                          | 2048              | 2048                     | 2048                      |
| Max bloques de rosca / SM               | 32                | 32                       | 32                        |
| Registros máximos de 32 bits/SM         | 65536             | 65536                    | 65536                     |
| Max registros / bloque                  | 65536             | 65536                    | 65536                     |
| Max registros / subproceso              | 255               | 255                      | 255                       |
| Tamaño máximo de bloque de hilo         | 1024              | 1024                     | 1024                      |
| Núcleos FP32 / SM                       | 64                | 64                       | 64                        |
| Relación de registros SM a núcleos FP32 | 1024              | 1024                     | 1024                      |
| Tamaño de memoria compartida/SM         | 64 KB             | Configurable hasta 96 KB | Configurable hasta 164 KB |

Comparación de matriz de soporte de precisión
|                 | Precisiones principales de CUDA admitidas | Precisiones principales de CUDA admitidas | Precisiones principales de CUDA admitidas | Precisiones principales de CUDA admitidas | Precisiones principales de CUDA admitidas | Precisiones principales de CUDA admitidas | Precisiones principales de CUDA admitidas | Precisiones principales de CUDA admitidas | Precisiones de núcleo de Tensor admitidas | Precisiones de núcleo de Tensor admitidas | Precisiones de núcleo de Tensor admitidas | Precisiones de núcleo de Tensor admitidas | Precisiones de núcleo de Tensor admitidas | Precisiones de núcleo de Tensor admitidas | Precisiones de núcleo de Tensor admitidas | Precisiones de núcleo de Tensor admitidas |
| FP16            | FP32                                      | FP64                                      | INT1                                      | INT4                                      | INT8                                      | TF32                                      | BF16                                      | FP16                                      | FP32                                      | FP64                                      | INT1                                      | INT4                                      | INT8                                      | TF32                                      | BF16                                      |                                           |
| NVIDIA Tesla P4 | No                                        | Sí                                        | Sí                                        | No                                        | No                                        | Sí                                        | No                                        | No                                        | No                                        | No                                        | No                                        | No                                        | No                                        | No                                        | No                                        | No                                        |
| NVIDIA P100     | Sí                                        | Sí                                        | Sí                                        | No                                        | No                                        | No                                        | No                                        | No                                        | No                                        | No                                        | No                                        | No                                        | No                                        | No                                        | No                                        | No                                        |
| NVIDIA Volta    | Sí                                        | Sí                                        | Sí                                        | No                                        | No                                        | Sí                                        | No                                        | No                                        | Sí                                        | No                                        | No                                        | No                                        | No                                        | No                                        | No                                        | No                                        |
| Nvidia Turing   | Sí                                        | Sí                                        | Sí                                        | No                                        | No                                        | Sí                                        | No                                        | No                                        | Sí                                        | No                                        | No                                        | Sí                                        | Sí                                        | Sí                                        | No                                        | No                                        |
| NVIDIA A100     | Sí                                        | Sí                                        | Sí                                        | No                                        | No                                        | Sí                                        | No                                        | Sí                                        | Sí                                        | No                                        | Sí                                        | Sí                                        | Sí                                        | Sí                                        | Sí                                        | Sí                                        |

Leyenda:
- FPnn: coma flotante con nn bits
- INTn: entero con n bits
- INT1: binario
- TF32: TensorFloat32
- BF16: bflotador16

Comparación del rendimiento de decodificación
| Flujos simultáneos | Decodificación H.264 (1080p30) | Decodificación H.265 (HEVC) (1080p30) | Decodificación VP9 (1080p30) |
| V100               | 16                             | 22                                    | 22                           |
| A100               | 75                             | 157                                   | 108                          |

## Pastillas Ampere
| Pastilla                                     | GA100         | GA102         | GA103         | GA104         | GA106         | GA107         | GA10B         | GA10F |
| -------------------------------------------- | ------------- | ------------- | ------------- | ------------- | ------------- | ------------- | ------------- | ----- |
| Tamaño del pastilla                          | 826 mm2       | 628 mm2       | 496 mm2       | 392 mm2       | 276 mm2       | 200 mm2       | ?             | ?     |
| Transistores                                 | 54.2MM        | 28.3MM        | 22MM          | 17.4MM        | 12MM          | 8.7MM         | ?             | ?     |
| Densidad de transistores                     | 65.6 MTr/mm2  | 45.1 MTr/mm2  | 44.4 MTr/mm2  | 44.4 MTr/mm2  | 43.5 MTr/mm2  | 43.5 MTr/mm2  | ?             | ?     |
| Clústeres de procesamiento de gráficos (GPC) | 8             | 7             | 6             | 6             | 3             | 2             | 2             | 1     |
| Multiprocesadores de transmisión (SM)        | 128           | 84            | 60            | 48            | 30            | 20            | 16            | 12    |
| Núcleos CUDA                                 | 12288         | 10752         | 7680          | 6144          | 3480          | 2560          | 2048          | 1536  |
| Unidades de mapeo de texturas (TMU)          | 512           | 336           | 240           | 192           | 120           | 80            | 64            | 48    |
| Unidades de salida de renderizado (ROP)      | 192           | 112           | 96            | 96            | 48            | 32            | 32            | 16    |
| Núcleos Tensor                               | 512           | 336           | 240           | 192           | 120           | 80            | 64            | 48    |
| Núcleos RT                                   | N/A           | 84            | 60            | 48            | 30            | 20            | 8             | 12    |
| Caché L1                                     | 24 MB         | 10.5 MB       | 7.5 MB        | 6 MB          | 3 MB          | 2.5 MB        | 3 MB          | ?     |
| Caché L1                                     | 192 KB por SM | 128 KB por SM | 128 KB por SM | 128 KB por SM | 128 KB por SM | 128 KB por SM | 192 KB por SM | ?     |
| Caché L2                                     | 40 MB         | 6 MB          | 4 MB          | 4 MB          | 3 MB          | 2 MB          | 4 MB          | ?     |

## Acelerador A100 y DGX A100
El acelerador A100 basado en Ampere se anunció y lanzó el 14 de mayo de 2020. El A100 cuenta con 19,5 teraflops de rendimiento FP32, 6912 núcleos CUDA, 40 GB de memoria gráfica y 1,6 TB/s de ancho de banda de memoria gráfica. Inicialmente, el acelerador A100 solo estaba disponible en la tercera generación del servidor DGX, incluidos 8 A100. El DGX A100 también incluye 15 TB de almacenamiento PCIe gen 4 NVMe, dos CPU AMD Rome 7742 de 64 núcleos, 1 TB de RAM e interconexión HDR InfiniBand con tecnología Mellanox. El precio inicial de la DGX A100 fue de $199 000.
Comparación de aceleradores utilizados en DGX:
| Acelerador |
| H100       |
| A100 80 GB |
| A100 40 GB |
| V100 32 GB |
| V100 16 GB |
| P100       |
| ---------- |

| Arquitectura | Zócalo   | FP32 CUDA Cores | FP64 Cores (excl. Tensor) | Mixed INT32/FP32 Cores | INT32 Cores | Reloj turbo | Reloj de la memoria | Ancho del bus de la memoria | Ancho de banda de la memoria | VRAM  | Precisión simple (FP32) | Precisión doble (FP64) | INT8 (non-Tensor) | INT8 Dense Tensor | INT32     | FP16        | FP16 Dense Tensor | bfloat16 Dense Tensor | TensorFloat-32 (TF32) Dense Tensor | FP64 Dense Tensor | Interconnect (NVLink) | GPU   | Tamaño de caché L1    | Tamaño de caché L2 | TDP   | Tamaño del chip GPU | Transistores    | Proceso de fabricación |
| ------------ | -------- | --------------- | ------------------------- | ---------------------- | ----------- | ----------- | ------------------- | --------------------------- | ---------------------------- | ----- | ----------------------- | ---------------------- | ----------------- | ----------------- | --------- | ----------- | ----------------- | --------------------- | ---------------------------------- | ----------------- | --------------------- | ----- | --------------------- | ------------------ | ----- | ------------------- | --------------- | ---------------------- |
| Hopper       | SXM5     | 16896           | 4608                      | 16896                  | N/A         | 1780 MHz    | 4.8Gbit/s HBM3      | 5120-bit                    | 3072 GB/sec                  | 80 GB | 60 TFLOPs               | 30 TFLOPs              | N/A               | 4000 TOPs         | N/A       | N/A         | 2000 TFLOPs       | 2000 TFLOPs           | 1000 TFLOPs                        | 60 TFLOPs         | 900 GB/sec            | GH100 | 25344 KB (192 KBx132) | 51200 KB           | 700 W | 814 mm2             | 80 000 millones | TSMC 4 nm N4           |
| Ampere       | SXM4     | 6912            | 3456                      | 6912                   | N/A         | 1410 MHz    | 3.2 Gbit/s HBM2     | 5120-bit                    | 2039 GB/sec                  | 80 GB | 19.5 TFLOPs             | 9.7 TFLOPs             | N/A               | 624 TOPs          | 19.5 TOPs | 78 TFLOPs   | 312 TFLOPs        | 312 TFLOPs            | 156 TFLOPs                         | 19.5 TFLOPs       | 600 GB/s              | GA100 | 20736 KB (192 KBx108) | 40960 KB           | 400 W | 826 mm2             | 54 200 millones | TSMC 7 nm N7           |
| Ampere       | SXM4     | 6912            | 3456                      | 6912                   | N/A         | 1410 MHz    | 2.4Gbit/s HBM2      | 5120-bit                    | 1555 GB/s                    | 40 GB | 19.5 TFLOPs             | 9.7 TFLOPs             | N/A               | 624 TOPs          | 19.5 TOPs | 78 TFLOPs   | 312 TFLOPs        | 312 TFLOPs            | 156 TFLOPs                         | 19.5 TFLOPs       | 600 GB/sec            | GA100 | 20736 KB (192 KBx108) | 40960 KB           | 400 W | 826 mm2             | 54 200 millones | TSMC 7 nm N7           |
| Volta        | SXM3     | 5120            | 2560                      | N/A                    | 5120        | 1530 MHz    | 1.75 Gbit/s HBM2    | 4096-bit                    | 900 GB/sec                   | 32 GB | 15.7 TFLOPs             | 7.8 TFLOPs             | 62 TOPs           | N/A               | 15.7 TOPs | 31.4 TFLOPs | 125 TFLOPs        | N/A                   | N/A                                | N/A               | 300 GB/sec            | GV100 | 10240 KB (128 KBx80)  | 6144 KB            | 350 W | 815 mm2             | 21 100 millones | TSMC 12 nm FFN         |
| Volta        | SXM2     | 5120            | 2560                      | N/A                    | 5120        | 1530 MHz    | 1.75 Gbit/s HBM2    | 4096-bit                    | 900 GB/sec                   | 16 GB | 15.7 TFLOPs             | 7.8 TFLOPs             | 62 TOPs           | N/A               | 15.7 TOPs | 31.4 TFLOPs | 125 TFLOPs        | N/A                   | N/A                                | N/A               | 300 GB/sec            | GV100 | 10240 KB (128 KBx80)  | 6144 KB            | 300 W | 815 mm2             | 21 100 millones | TSMC 12 nm FFN         |
| Pascal       | SXM/SXM2 | N/A             | 1792                      | 3584                   | N/A         | 1480 MHz    | 1.4 Gbit/s HBM2     | 4096-bit                    | 720 GB/sec                   | 16 GB | 10.6 TFLOPs             | 5.3 TFLOPs             | N/A               | N/A               | N/A       | 21.2 TFLOPs | N/A               | N/A                   | N/A                                | N/A               | 160 GB/sec            | GP100 | 1344 KB (24 KBx56)    | 4096 KB            | 300 W | 610 mm2             | 15 300 millones | TSMC 16 nm FinFET+     |

## Productos que utilizan Ampere
- Serie GeForce MX
  - GeForce MX570 (móvil) (GA107)
- Serie GeForce 20
  - GeForce RTX 2050 (móvil) (GA107)
- Serie GeForce 30
  - GeForce RTX 3050 (móvil) (GA107)
  - GeForce RTX 3050 (GA106 o GA107)[26]
  - GeForce RTX 3050 Ti (móvil) (GA107)
  - GeForce RTX 3060 (móvil) (GA106)
  - GeForce RTX 3060 (GA106 o GA104)[27]
  - GeForce RTX 3060 Ti (GA104 o GA103)[28]
  - GeForce RTX 3070 (móvil) (GA104)
  - GeForce RTX 3070 (GA104)
  - GeForce RTX 3070 Ti (móvil) (GA104)
  - GeForce RTX 3070 Ti (GA104)
  - GeForce RTX 3080 (móvil) (GA104)
  - GeForce RTX 3080 (GA102)
  - GeForce RTX 3080 12GB (GA102)
  - GeForce RTX 3080 Ti (móvil) (GA103)
  - GeForce RTX 3080 Ti (GA102)
  - GeForce RTX 3090 (GA102)
  - GeForce RTX 3090 Ti (GA102)
- GPU Nvidia Workstation (anteriormente Quadro)
  - RTX A2000 (móvil) (GA107)
  - RTX A2000 (GA106)
  - RTX A3000 (móvil) (GA104)
  - RTX A4000 (móvil) (GA104)
  - RTX A4000 (GA104)
  - RTX A4500 (GA102)
  - RTX A5000 (móvil) (GA104)
  - RTX A5000 (GA102)
  - RTX A5500 (GA102)
  - RTX A6000 (GA102)
- GPU Nvidia Data Center (anteriormente Tesla)
  - Nvidia A2 (GA107)
  - Nvidia A10 (GA102)
  - Nvidia A16 (4 × GA107)
  - Nvidia A30 (GA100)
  - Nvidia A40 (GA102)
  - Nvidia A100 (GA100)
  - Nvidia A100 80 GB (GA100)

|                        | GA107                                                                 | GA106                                                      | GA104 | GA103                                           | GA102                                                                     | GA100                  |
| ---------------------- | --------------------------------------------------------------------- | ---------------------------------------------------------- | --- | ----------------------------------------------- | ------------------------------------------------------------------------- | ---------------------- |
| Serie GeForce MX       | GeForce MX570 (móvil)                                                 | N/A                                                        | N/A | N/A                                             | N/A                                                                       | N/A                    |
| Serie GeForce 20       | GeForce RTX 2050 (móvil)                                              | N/A                                                        | N/A | N/A                                             | N/A                                                                       | N/A                    |
| Serie GeForce 30       | GeForce RTX 3050 (móvil) GeForce RTX 3050 GeForce RTX 3050 Ti (móvil) | GeForce RTX 3050 GeForce RTX 3060 (móvil) GeForce RTX 3060 | GeForce RTX 3060 GeForce RTX 3060 Ti GeForce RTX 3070 (móvil) GeForce RTX 3070 GeForce RTX 3070 Ti (móvil) GeForce RTX 3070 Ti GeForce RTX 3080 (móvil) | GeForce RTX 3060 Ti GeForce RTX 3080 Ti (móvil) | GeForce RTX 3080 GeForce RTX 3080 Ti GeForce RTX 3090 GeForce RTX 3090 Ti | N/A                    |
| GPU Nvidia Workstation | RTX A2000 (móvil)                                                     | RTX A2000                                                  | RTX A3000 (móvil) RTX A4000 (móvil) RTX A4000 RTX A5000 (móvil)                                                                                         | N/A                                             | RTX A4500 RTX A5000 RTX A5500 RTX A6000                                   | N/A                    |
| GPU Nvidia Data Center | Nvidia A2 Nvidia A16                                                  | N/A                                                        | N/A | N/A                                             | Nvidia A10 Nvidia A40                                                     | Nvidia A30 Nvidia A100 |